# Lysekil
Lysekil est une localité de la commune de Lysekil, dont elle est le centre administratif, dans le comté de Västra Götaland en Suède.
Sa population était de 7869 habitants en 2019.
Lysekil était à l'origine un village de pêcheurs situé à l'endroit où se trouve aujourd'hui Norra Hamnen, dans l'actuel district de Gamlestan. Le village de pêcheurs était à l'origine norvégien, avant la période du hareng de 1566 à 1587, et possédait déjà sa propre église. Après la paix de Roskilde en 1658, le Bohuslän, et donc Lysekil, devint suédois. Cela a eu un impact négatif sur l'économie locale, car la navigation et le commerce ont été sévèrement limités. Ce n'est qu'en 1666 que d'importantes prises de hareng ont permis à Lysekil de devenir l'un des six ports où le conditionnement du hareng était autorisé. Lysekil a connu à la fois la querelle de Gyldenløve, l'opération militaire menée par le Danemark et la Norvège pour reprendre le Bohuslän, et un aperçu direct de la guerre de Charles XII lorsque des navires norvégiens ont essuyé des tirs dans la zone du port du Nord en 1712.
Au milieu du XIXe siècle, Lysekil devient une station thermale sur ordre de Carl Curman. Les périodes de prospérité qui suivent apportent une telle richesse économique que Lysekil devient une ville et obtient le droit de cité en 1903. Pendant la seconde moitié de la Seconde Guerre mondiale, Lysekil est impliquée dans des exportations secrètes de charbon vers l'Angleterre dans le cadre de l'opération Bridford,, grâce à l'importance de l'industrie et des activités de stockage du charbon à Lysekil. En 1975, la raffinerie Scanraff (aujourd'hui Preemraff) a été ouverte, contribuant à une grande partie de l'économie locale. En 2017, Lysekil a été l'un des endroits du Bohuslän où du pétrole brut a été découvert à la suite d'une fuite d'un pétrolier dans le Kattegat.
Ces dernières années, Lysekil a connu une nette augmentation et une adaptation au tourisme estival, avec notamment la revitalisation de Norra hamnen, qui est passé d'une zone industrielle à une zone résidentielle avec un port d'accueil, ainsi qu'une promenade côtière en bois vers Långevik. L'économie estivale comprend également l'aquarium Havets Hus, les restaurants NH5 et Publik, ainsi qu'un centre de padel et de plus petits magasins à Södra Hamnen. Outre l'important tourisme, le secteur commercial comprend également l'industrie de la pêche, la recherche marine par le biais du laboratoire de poissons marins de l'université suédoise des sciences agricoles, l'entretien des bateaux dans diverses marinas et l'industrie pétrochimique sous la forme de la raffinerie de Preemraff. En 2018, des plans ont été annoncés pour la construction d'un grand port en eau profonde à Lysekil, sous la direction de deux entreprises chinoises. Le port en eau profonde serait alors le plus grand de la région nordique, mais le projet a été fortement critiqué pour des raisons de sécurité nationale, des préoccupations concernant l'impact de l'infrastructure et des nouvelles voies de transport sur la nature, et le faible nombre d'emplois que le port fournirait, étant donné que les entreprises chinoises, et par conséquent la main-d'œuvre chinoise, construiraient le port. Les plans ont été annulés en raison de l'écrasante critique négative du projet.

## Géographie
Lysekil est situé à l'extrémité du Stångenäset, entre le fjord Gullmar et Åbyfjorden. Ce n'est pas un hasard si le village de pêcheurs qui est devenu une ville se trouve à cet endroit, car cette situation lui donnait un excellent accès aux harengs de l'archipel extérieur et du Skagerrak, qui sont d'une grande importance économique. La longueur du Näs a permis à Lysekil de bénéficier de tous les avantages d'un accès rapide à l'archipel et au-delà pour pêcher, comme dans les villages de pêcheurs des îles de Stora Kornö et Malmön, tout en évitant les inconvénients liés à l'absence d'une liaison terrestre fixe. La ville est nichée entre et autour de plusieurs montagnes à la pointe de Stångenäset. Au centre de la ville se trouve une colline appelée Kyrkberget, sur laquelle se trouve notamment l'église Lysekil. L'agglomération s'est étendue à partir du port du Nord, et le centre-ville s'est déplacé à plusieurs reprises au cours des siècles. Les deux principaux ports sont le port sud et le port nord. Le port sud est aujourd'hui principalement utilisé comme port d'accueil et comme port pour les grands navires, tandis que le port nord accueille plutôt des bateaux de plaisance. Le port nord est la partie la plus ancienne de Lysekil, mais il est passé ces dernières années d'une zone industrielle à une zone résidentielle, avec des restaurants, des zones de baignade et une promenade.
À l'extrémité de l'isthme se trouve la réserve naturelle de Stångehuvud. Elle a été sauvée par Calla Curman (1850-1935), qui a acheté la majeure partie de la réserve actuelle entre 1916 et 1920, afin d'éviter que les affleurements de granit ne soient abattus par les tailleurs de pierre. En 1925, elle a cédé le terrain à l'Académie royale suédoise des sciences et a créé la Fondation Carl et Calla Curman. C'est une réserve naturelle depuis 1982. Le granit s'est formé il y a environ 920 ans, et pendant près de 50 ans, le granit a été exploité dans certaines parties de Stångehuvud jusqu'à l'achat par Calla Curman,. À côté de la réserve naturelle se trouve également Pinnevik, une plage de baignade très appréciée.

## Histoire
Lysekil est situé à l'extrémité de Stångenäset, une péninsule située entre Åbyfjorden et Gullmarsfjorden. On ne sait pas exactement quand Lysekil a été colonisé pour la première fois. Cependant, des vestiges archéologiques de la culture Sandarna (8000-6000 ans av. J.-C.) ont été découverts dans la municipalité de Lysekil. On trouve également un grand nombre de gravures rupestres datant de l'âge du bronze dans les environs de Brastad. Le village de pêcheurs actuel de Lysekil est antérieur à la période du hareng de 1566 à 1587, car il possédait sa propre église et son propre prêtre. Lysekil faisait alors partie de la Norvège, mais la plupart des maisons des marchands étaient danoises en 1589. En 1645, une taxe dite « kopf-tax » (de l'allemand kopf pour tête) a été prélevée, selon laquelle 82 adultes vivaient à Lysekil. Environ la moitié d'entre eux étaient des habitants de la plage, qui payaient l'impôt au propriétaire foncier.
Lysekil, comme le reste du Bohuslän, est devenu suédois après la paix de Roskilde en 1658. Cela a eu un impact négatif sur l'économie locale, car le commerce maritime, très lucratif, a été sévèrement limité lorsque les autorités suédoises ont interdit la navigation en dehors des villes. Tout commerce a également été interdit en dehors des villes marchandes, mais on pense que des échanges commerciaux ont encore eu lieu à Lysekil. Après d'importantes prises de harengs en 1666, Lysekil est devenu l'un des six ports du comté où le conditionnement et le naufrage des harengs étaient autorisés. Un inspecteur des harengs était chargé de vérifier la qualité des harengs, qui étaient ensuite expédiés à Marstrand ou à Göteborg pour y être vendus. Cependant, la saison du hareng se terminait déjà en 1675. À l'exception des restrictions imposées à la navigation et au commerce, il n'y a pas eu de changements majeurs à Lysekil après le changement de nation. La querelle de Gyldenlöve, le projet dano-norvégien de reconquérir le Bohuslän perdu précédemment, a entraîné la région dans une nouvelle guerre. Dans différentes parties du comté, les hauts fonctionnaires et les citoyens ordinaires passèrent du côté norvégien, mais cela ne semble pas s'être produit à Lysekil. Lysekil n'étant pas une ville ou une paroisse à part entière, il n'existe pas de statistiques permettant de se faire une idée des conditions de vie à cette époque.
Le village de pêcheurs a eu un rare aperçu direct des années de guerre de Charles XII, lorsque les navires de l'amiral norvégien Peter Wessel Tordenskiold ont essuyé des tirs dans le port nord de Lysekil en 1712. En 1717, Tordenskjold est revenu, cette fois à bord d'un navire de ligne qui s'est échoué au large de Gåsö. Depuis le navire, des cavaliers suédois ont essuyé des tirs et ont été observés à terre. On ne sait pas si des habitants de Lysekil ont été tués au cours de cette guerre. Pendant la guerre, les Danois s'intéressent à Lysekil, l'historien Fritz Lüsch ayant trouvé une carte détaillée de Lysekil dans le Rigsarkivet danois. Au milieu du XVIIIe siècle, Lysekil a connu une augmentation significative de sa population. En 1750, un recensement a été effectué et 226 personnes vivaient à Lysekil, en 1760 le chiffre est passé à 332 personnes. La population atteint son maximum en 1770 avec 536 personnes, puis s'effondre jusqu'en 1820 avec 391 personnes. En 1773, Lysekil subit un incendie au cours duquel 23 des 80 maisons du village de pêcheurs brûlèrent. À la fin du XVIIIe siècle, il y avait si peu de harengs que les céréales étaient distribuées dans les communautés côtières du Bohuslän. L'industrie du hareng était si importante qu'entre 1749 et 1806, la population a augmenté de 150 % par rapport à la moyenne suédoise.
Lors du Riksdag de 1834-35, il a été proposé d'établir une ville à Lysekil, mais les États ont estimé que les droits d'achat étaient suffisants pour le florissant village de pêcheurs, qui s'est vu accorder ces droits en 1836. L'une des parties originales forme aujourd'hui le district de Gamlestan, à côté de Norra Hamnen.
Au cours de la seconde moitié du XIXe siècle, Lysekil s'est transformée en station balnéaire après que Carl Curman eut été chargé d'aménager un établissement de bains. L'établissement de bains de Lysekil et la maison de bains froids de Lysekil ont été construits dans les années 1860. Avec sa femme Calla Curman, il a construit les villas Curman, des maisons d'été de style nordique. Curman était également un photographe actif, et nombre de ses photos de Lysekil datant du XIXe siècle sont aujourd'hui publiées sur Flickr. C'est également Calla Curman qui a fait en sorte que Stångehuvud - la zone granitique la plus à l'ouest vers la mer - devienne une réserve naturelle, lorsqu'elle a acheté toute la zone pour éviter que le granit ne soit exploité et ne disparaisse dans la carrière de pierre. Le 1er avril 1903, Lysekil est devenue une ville et a obtenu le droit de cité, ce qui a été d'une grande importance pour la ville de Lysekil. Lysekil est devenue une ville de base, ce qui signifie qu'elle était autorisée à commercer avec l'étranger. Cent ans plus tard, cet événement a été célébré de différentes manières. Les armoiries de la ville sont un écu bleu et argent avec trois étoiles d'argent et deux poissons debout, témoignant de l'importance de la pêche dans le développement de Lysekil. Deux des étoiles symbolisent respectivement Henrik Gyllenstierna et Olof Strömstierna, et la troisième étoile est celle de Lysekil.
La société Mekaniska Verkstad de Lysekil a fabriqué le moteur Skandia pendant de nombreuses années. À partir des années 1920, PLM a fabriqué des produits à Lysekil et, pendant la Seconde Guerre mondiale, Lysekil a participé à l'exportation de roulements à billes vers l'Angleterre dans le cadre de l'opération Bridford ou « The ball bearing run » (la course aux roulements à billes). Avec l'aide de canonnières rapides, les « Blockade runners », les Britanniques ont pu franchir de nuit la barrière allemande du Skagerrak au cours de l'automne et de l'hiver 1943-1944 et, entre autres, transporter des roulements à billes des bateaux de détention norvégiens qui avaient été emprisonnés en Suède, jusqu'à Kingston upon Hull en Angleterre,. Le trafic a repris au cours de l'automne et de l'hiver 1944-1945, mais en se concentrant alors sur l'approvisionnement en fournitures et en munitions du mouvement de résistance danois à partir de l'Angleterre via Lysekil.
En 1975, la raffinerie Scanraff a été inaugurée et est devenue une industrie importante pour Lysekil. Depuis 2003, elle porte le nom de Preemraff Lysekil.